# Égry

Égry este o comună în departamentul Loiret din centrul Franței. În 1 ianuarie 2022 avea o populație de 356 de locuitori.